# Novo Basquete Brasil de 2022–23
O Novo Basquete Brasil de 2022–23 foi uma competição brasileira de basquete organizada pela Liga Nacional de Basquete. Esta foi a 15.ª edição deste campeonato, que é organizado pela LNB com a chancela da Confederação Brasileira de Basketball. O NBB garante vagas para torneios internacionais como a Champions League Américas e a Liga Sul-Americana.
As novidades em relação aos participantes foram por conta dos retorno do São José à elite do basquete brasileiro após dois anos. Já o Mogi desistiu de jogar a competição.

## Regulamento
Os times jogaram entre si em turno e returno e os 12 melhores colocados ao término da fase de classificação avançaram aos playoffs. Os quatro primeiros garantiram vaga direta nas quartas de final, disputada em melhor de cinco jogos. Já as equipes de 5.º ao 12.º lugares disputaram as oitavas de final, em melhor de três partidas. As semifinais e a final foram realizadas no formato de cinco jogos.

## Participantes
| Equipe                      | Cidade              | Estado | Em 2021-22         | Ginásio                     | Capacidade | Títulos do NBB (último) |
| --------------------------- | ------------------- | ------ | ------------------ | --------------------------- | ---------- | ----------------------- |
| Bauru                       | Bauru               | SP     | 5.º (NBB 2021-22)  | Panela de Pressão           | 2 000      | 1 (2016–17)             |
| Brasília Basquete           | Brasília            | DF     | 17.º (NBB 2021-22) | Nilson Nelson               | 11 397     | 0 (não possui)[BRA]     |
| Caxias do Sul               | Caxias do Sul       | RS     | 11.º (NBB 2021-22) | Ginásio do SESI             | 4 500      | 0 (não possui)          |
| Cerrado Basquete            | Brasília            | DF     | 15.º (NBB 2021-22) | ASCEB                       | 1 100      | 0 (não possui)          |
| Corinthians                 | São Paulo           | SP     | 9.º (NBB 2021-22)  | Ginásio Wlamir Marques      | 6 500      | 0 (não possui)          |
| Flamengo                    | Rio de Janeiro      | RJ     | 2.º (NBB 2021-22)  | Ginásio Maracanãzinho       | 11 800     | 7 (2020–21)             |
| Fortaleza/Basquete Cearense | Fortaleza           | CE     | 14.º (NBB 2021-22) | Centro de Formação Olímpica | 17 100     | 0 (não possui)          |
| Franca                      | Franca              | SP     | 1.º (NBB 2021-22)  | Pedrocão                    | 6 000      | 1 (2021–22)             |
| Minas                       | Belo Horizonte      | MG     | 3.º (NBB 2021-22)  | Arena Minas TC              | 4 000      | 0 (não possui)          |
| Pato Basquete               | Pato Branco         | PR     | 12.º (NBB 2021-22) | Ginásio do SESI             | 1 000      | 0 (não possui)          |
| Paulistano                  | São Paulo           | SP     | 7.º (NBB 2021-22)  | Antônio Prado Júnior        | 1 280      | 1 (2017–18)             |
| Pinheiros                   | São Paulo           | SP     | 8.º (NBB 2021-22)  | Henrique Villaboim          | 850        | 0 (não possui)          |
| Rio Claro                   | Rio Claro           | SP     | 10.º (NBB 2021-22) | Ginásio Felipe Karan        | 2 200      | 0 (não possui)          |
| São José                    | São José dos Campos | SP     | 1.º (CBC 2022)     | Linneu de Moura             | 1 600      | 0 (não possui)          |
| São Paulo                   | São Paulo           | SP     | 4.º (NBB 2021-22)  | Ginásio do Morumbi          | 1 918      | 0 (não possui)          |
| União Corinthians           | Santa Cruz do Sul   | RS     | 16.º (NBB 2021-22) | Ginásio Poliesportivo Arnão | 6 000      | 0 (não possui)          |
| Unifacisa                   | Campina Grande      | PB     | 6.º (NBB 2021-22)  | Arena Unifacisa             | 1 200      | 0 (não possui)          |

Nota
- BRA. ^  Depois de três anos de união com a Universo, o Brasília Basquete encerrou a parceira e agora disputa o NBB de forma independente. A equipe não carrega consigo os resultados do antigo time brasiliense (Lobos Brasília).

## Fase de classificação
|  | Classificados para as quartas de final |
|  | Classificados para as oitavas de final |
|  | Eliminados na Primeira Fase            |

| Pos  | Equipe                      | Aprov  | PG | Jogos | Jogos | Jogos | Jogos   | Jogos   | Pontos | Pontos | Pontos | Classificação                          |
| Pos  | Equipe                      | %      | PG | #     | V     | D     | C (V–D) | F (V–D) | PP     | PS     | SP     | Classificação                          |
| ---- | --------------------------- | ------ | -- | ----- | ----- | ----- | ------- | ------- | ------ | ------ | ------ | -------------------------------------- |
| 1.º  | Franca                      | 100.0% | 64 | 32    | 32    | 0     | 16-0    | 16-0    | 2896   | 2464   | 432    | Classificados para as quartas de final |
| 2.º  | Flamengo                    | 87.5%  | 60 | 32    | 28    | 4     | 15-1    | 13-3    | 2707   | 2207   | 500    | Classificados para as quartas de final |
| 3.º  | São Paulo                   | 68.8%  | 54 | 32    | 22    | 10    | 12-4    | 10-6    | 2739   | 2548   | 191    | Classificados para as quartas de final |
| 4.º  | Minas                       | 68.8%  | 54 | 32    | 22    | 10    | 13-3    | 9-7     | 2769   | 2524   | 245    | Classificados para as quartas de final |
| 5.º  | Paulistano                  | 65.6%  | 53 | 32    | 21    | 11    | 12-4    | 9-7     | 2508   | 2346   | 162    | Classificados para as oitavas de final |
| 6.º  | Pinheiros                   | 62.5%  | 52 | 32    | 20    | 12    | 12-4    | 8-8     | 2600   | 2491   | 109    | Classificados para as oitavas de final |
| 7.º  | Bauru                       | 59.4%  | 51 | 32    | 19    | 13    | 12-4    | 7-9     | 2499   | 2275   | 224    | Classificados para as oitavas de final |
| 8.º  | Corinthians                 | 53.1%  | 49 | 32    | 17    | 15    | 9-7     | 8-8     | 2597   | 2527   | 70     | Classificados para as oitavas de final |
| 9.º  | Unifacisa                   | 50.0%  | 48 | 32    | 16    | 16    | 8-8     | 8-8     | 2486   | 2542   | -56    | Classificados para as oitavas de final |
| 10.º | São José                    | 46.9%  | 47 | 32    | 15    | 17    | 9-7     | 6-10    | 2599   | 2642   | -43    | Classificados para as oitavas de final |
| 11.º | Caxias do Sul               | 37.5%  | 44 | 32    | 12    | 20    | 7-9     | 5-11    | 2347   | 2448   | -101   | Classificados para as oitavas de final |
| 12.º | Pato Basquete               | 31.3%  | 42 | 32    | 10    | 22    | 6-10    | 4-12    | 2491   | 2700   | -209   | Classificados para as oitavas de final |
| 13.º | União Corinthians           | 31.3%  | 42 | 32    | 10    | 22    | 5-11    | 5-11    | 2514   | 2638   | -124   | Eliminados na Primeira Fase            |
| 14.º | Fortaleza/Basquete Cearense | 28.1%  | 41 | 32    | 9     | 23    | 4-12    | 5-11    | 2360   | 2680   | -320   | Eliminados na Primeira Fase            |
| 15.º | Rio Claro                   | 21.9%  | 39 | 32    | 7     | 25    | 5-11    | 2-14    | 2429   | 2830   | -401   | Eliminados na Primeira Fase            |
| 16.º | Brasília Basquete           | 21.9%  | 39 | 32    | 7     | 25    | 2-14    | 5-11    | 2486   | 2811   | -325   | Eliminados na Primeira Fase            |
| 17.º | Cerrado Basquete            | 15.6%  | 37 | 32    | 5     | 27    | 4-12    | 1-15    | 2602   | 2956   | -354   | Eliminados na Primeira Fase            |

## Playoffs
Negrito – Vencedor das séries
Itálico – Time com vantagem de mando de quadra

### Confrontos
|  | Oitavas de final (Melhor de 3) | Oitavas de final (Melhor de 3) | Oitavas de final (Melhor de 3) |  |  | Quartas de final (Melhor de 5) | Quartas de final (Melhor de 5) | Quartas de final (Melhor de 5) |   |     | Semifinal (Melhor de 5) | Semifinal (Melhor de 5) | Semifinal (Melhor de 5) |  |  | Final (Melhor de 5) | Final (Melhor de 5) | Final (Melhor de 5) |
|  |                                |                                |                                |  |  |                                |                                |                                |   |     |                         |                         |                         |  |  |                     |                     |                     |
|  |                                |                                |                                |  |  |                                |                                |                                |   |     |                         |                         |                         |  |  |                     |                     |                     |
|  |                                |                                |                                |  |  | 1.º                            | Franca                         | 3                              |   |     |                         |                         |                         |  |  |                     |                     |                     |
|  | 8.º                            | Corinthians                    | 0                              |  |  | 9.º                            | Unifacisa                      | 2                              |   |     |                         |                         |                         |  |  |                     |                     |                     |
|  | 9.º                            | Unifacisa                      | 2                              |  |  |                                |                                |                                |   | 1.º | Franca                  | 3                       |                         |  |  |                     |                     |                     |
|  |                                |                                |                                |  |  |                                | 4.º                            | Minas                          | 2 |     |                         |                         |                         |  |  |                     |                     |                     |
|  |                                |                                |                                |  |  | 4.º                            | Minas                          | 3                              |   |     |                         |                         |                         |  |  |                     |                     |                     |
|  | 5.º                            | Paulistano                     | 2                              |  |  | 5.º                            | Paulistano                     | 2                              |   |     |                         |                         |                         |  |  |                     |                     |                     |
|  | 12.º                           | Pato Basquete                  | 1                              |  |  |                                |                                |                                |   |     | 1.º                     | Franca                  | 3                       |  |  |                     |                     |                     |
|  |                                |                                |                                |  |  |                                | 3.º                            | São Paulo                      | 2 |     |                         |                         |                         |  |  |                     |                     |                     |
|  |                                |                                |                                |  |  | 2.º                            | Flamengo                       | 3                              |   |     |                         |                         |                         |  |  |                     |                     |                     |
|  | 7.º                            | Bauru                          | 2                              |  |  | 7.º                            | Bauru                          | 1                              |   |     |                         |                         |                         |  |  |                     |                     |                     |
|  | 10.º                           | São José                       | 1                              |  |  |                                |                                |                                |   | 2.º | Flamengo                | 0                       |                         |  |  |                     |                     |                     |
|  |                                |                                |                                |  |  |                                | 3.º                            | São Paulo                      | 3 |     |                         |                         |                         |  |  |                     |                     |                     |
|  |                                |                                |                                |  |  | 3.º                            | São Paulo                      | 3                              |   |     |                         |                         |                         |  |  |                     |                     |                     |
|  | 6.º                            | Pinheiros                      | 2                              |  |  | 6.º                            | Pinheiros                      | 1                              |   |     |                         |                         |                         |  |  |                     |                     |                     |
|  | 11.º                           | Caxias do Sul                  | 0                              |  |  |                                |                                |                                |   |     |                         |                         |                         |  |  |                     |                     |                     |

#### Oitavas de final
| Time 1      | Série | Time 2        | 1º Jogo | 2º Jogo | 3º Jogo |
| ----------- | ----- | ------------- | ------- | ------- | ------- |
| Corinthians | 0–2   | Unifacisa     | 77–95   | 70–81   | –       |
| Paulistano  | 2–1   | Pato Basquete | 70–82   | 90–57   | 92–78   |
| Bauru       | 2–1   | São José      | 95–77   | 79–83   | 71–66   |
| Pinheiros   | 2–0   | Caxias do Sul | 73–59   | 78–60   | –       |

#### Quartas de final
| Time 1    | Série | Time 2     | 1º Jogo | 2º Jogo  | 3º Jogo | 4º Jogo | 5º Jogo |
| --------- | ----- | ---------- | ------- | -------- | ------- | ------- | ------- |
| Franca    | 3–2   | Unifacisa  | 91–100  | 86–73    | 90–92   | 100–78  | 83–74   |
| São Paulo | 3–1   | Pinheiros  | 92–77   | 107–'115 | 77–60   | 85–73   | –       |
| Flamengo  | 3–1   | Bauru      | 90–58   | 85–76    | 80–91   | 86–84   | –       |
| Minas     | 3–2   | Paulistano | 85–82   | 76–80    | 77–68   | 68–83   | 71–67   |

#### Semifinal
| Time 1   | Série | Time 2    | 1º Jogo | 2º Jogo | 3º Jogo | 4º Jogo | 5º Jogo |
| -------- | ----- | --------- | ------- | ------- | ------- | ------- | ------- |
| Franca   | 3–2   | Minas     | 112–98  | 89–103  | 95–91   | 90–93   | 93–79   |
| Flamengo | 0–3   | São Paulo | 72–80   | 79–96   | 69–72   | –       | –       |

#### Final
| Time 1 | Série | Time 2    | 1º Jogo | 2º Jogo | 3º Jogo | 4º Jogo | 5º Jogo |
| ------ | ----- | --------- | ------- | ------- | ------- | ------- | ------- |
| Franca | 3–2   | São Paulo | 88–98   | 88–80   | 94–92   | 81–86   | 92–68   |

| Novo Basquete Brasil 2022-23           |
| -------------------------------------- |
| Franca Campeão (13° título Brasileiro) |